# 6e cérémonie des Critics' Choice Movie Awards
La 6e cérémonie des Critics' Choice Movie Awards, décernés par la Broadcast Film Critics Association, a eu lieu le 22 janvier 2001, et a récompensé les films sortis en 2000.

## Palmarès

### Meilleur film
- Gladiator 
  - Billy Elliot
  - Erin Brockovich, seule contre tous
  - Presque célèbre
  - Quills, la plume et le sang
  - Seul au monde  (Cast Away)
  - Tigre et Dragon
  - Traffic
  - Treize jours
  - Tu peux compter sur moi
  - Wonder Boys

### Meilleur acteur
- Russell Crowe pour le rôle du Général Maximus Décimus dans Gladiator

### Meilleure actrice
- Julia Roberts pour le rôle d'Erin Brockovich dans Erin Brockovich, seule contre tous 
  - Joan Allen pour le rôle de la Sénatrice Laine Hanson dans Manipulations
  - Ellen Burstyn pour le rôle de Sara Goldfarb dans Requiem for a Dream
  - Björk Guðmundsdóttir pour le rôle de Selma Jezkova dans Dancer in the Dark
  - Laura Linney pour le rôle de Samantha "Sammy" Prescott dans Tu peux compter sur moi

### Meilleur acteur dans un second rôle
- Joaquin Phoenix pour le rôle de Commode dans Gladiator, de l'Abbé du Coulmier dans Quills, la plume et le sang et de Willie Gutierrez dans The Yards

### Meilleure  actrice dans un second rôle
- Frances McDormand pour le rôle d'Elaine Miller dans Presque célèbre et de Sara Gaskell dans Wonder Boys

### Meilleure performance d'enfant
- Jamie Bell pour le rôle de Billy Elliot dans Billy Elliot

### Meilleur réalisateur
- Steven Soderbergh - Erin Brockovich, seule contre tous & Traffic

### Meilleur scénario original
- Cameron Crowe - Presque célèbre

### Meilleur scénario adapté
- Stephen Gaghan - Traffic

### Meilleur film étranger
- Tigre et Dragon (卧虎藏龙) •  Taïwan/ Hong Kong/ Chine/ États-Unis

### Meilleur documentaire
- The Life and Times of Hank Greenberg

### Meilleur film de famille
- Mon chien Skip

### Meilleur film d'animation
- Chicken Run

### Meilleur téléfilm
- RKO 281
- Tuesdays with Morrie

### Meilleure chanson originale
- "My Funny Friend and Me", Sting - Kuzco, l'empereur mégalo

### Meilleure musique de film
- Hans Zimmer pour la composition de la bande originale de Gladiator, Mission impossible 2 et de La Route d'Eldorado

### Acteur remarquable de l'année
- Kate Hudson - Presque célèbre

### Meilleur objet inanimé
- Wilson (le ballon) - Seul au monde (Cast Away)

### Meilleure photographie
- John Mathieson - Gladiator

### Meilleure direction artistique
- Arthur Max - Gladiator

### Alan J. Pakula Award
Excellence artistique en mettant en lumière des questions d’une grande importance sociale et politique :
- Rod Lurie, Gary Oldman, Joan Allen, Jeff Bridges, Christian Slater, Sam Elliott, William Petersen, Saul Rubinek, Philip Baker Hall, Mike Binder, Robin Thomas, Mariel Hemingway - Manipulations

## Récompenses et nominations multiples

### Nominations multiples
Films
6 : Gladiator
4 : Presque célèbre
3 : Erin Brockovich, seule contre tous, Traffic
2 : Quills, la plume et le sang, Tigre et Dragon, Billy Elliot, Tu peux compter sur moi, Wonder Boys

### Récompenses multiples
Films
6/6 : Gladiator
2/3 : Erin Brockovich, seule contre tous, Traffic